# Plotheia concisa
Plotheia concisa är en fjärilsart som beskrevs av Walker 1865. Plotheia concisa ingår i släktet Plotheia och familjen trågspinnare. Inga underarter finns listade i Catalogue of Life.